# Nikkal
Nikkal, el nom complet Nikkal-wa-ter, fou una deessa d'Ugarit, Canaan i més tard de Fenícia. Ella fou una deessa dels horts, el nom significa "Gran Dama i fructífera" i es deriva de l'idioma accadi i semític occidental - que significa "Deessa de la Fruita". Johannes Cornelis de Moor tradueix de l'ugarític 𐎛 𐎁 "ib" com "flor", que sobreviu a l'hebreu bíblic com אֵב) i (Càntics 6:11) com una supervivència d'aquest ús
Era filla de Khirkhibi, el rei de l'estiu, i estava casada amb el déu de la lluna Yarikh, que li va regalar collarets de lapislàtzuli. El seu matrimoni es descriu líricament en el text ugarític "Nikkal i la Kathirat". Possiblement fou adorada a finals de l'estiu quan els fruits dels arbres havien estat collits. El seu equivalent és la deessa sumèria Ningal, la mare de Inanna i Ereshkigal.
La peça més antiga registrada de música antiga, és un himne en alfabet cuneïforme ugarític que estava dedicat a Nikkal. Fou publicat pel professor Anne Draffkorn Kilmer amb el títol de "L'Himne a Nikkal", i ha estat objecte de diversos estudis des del seu descobriment a Ugarit.